# جائزة وولف في الرياضيات
يتم منح جائزة وولف في الرياضيات (بالإنجليزية: Wolf Prize in Mathematics) سنويًا تقريبًا من قبل مؤسسة وولف في إسرائيل. هي واحدة من جوائز وولف الست التي أنشأتها المؤسسة ومنحت منذ عام 1978؛ الجوائز الأخرى في الزراعة والكيمياء والطب والفيزياء والفنون. وفقًا لاستطلاع الرأي الذي أجري في عامي 2013 و2014، تعد جائزة وولف في الرياضيات ثالث أكبر جائزة أكاديمية دولية في الرياضيات، بعد جائزة أبيل وميدالية فيلدز. حتى إنشاء جائزة أبيل، كانت على الأرجح أقرب ما يعادل "جائزة نوبل في الرياضيات"، حيث يتم منح ميدالية فيلدز كل أربع سنوات فقط لعلماء الرياضيات الذين تقل أعمارهم عن 40 عامًا.

## الفائزون
| السنة  | الاسم                     | الجنسية                                  | السبب |
| ------ | ------------------------- | ---------------------------------------- | --- |
| 1978   | إسرائيل غيلفاند           | الاتحاد السوفيتي                         | لعمله في التحليل الدالي، ونظرية التمثيل، ولإسهاماته الأساسية في العديد من مجالات الرياضيات وتطبيقاتها.                                                                                     |
| 1978   | كارل لودفيش سيغل          | ألمانيا الغربية                          | لإسهاماته في نظرية الأعداد، نظرية العديد من المتغيرات المعقدة، والميكانيكا السماوية. |
| 1979   | جان لراي                  | فرنسا                                    | للعمل الرائد في تطوير وتطبيق الأساليب الطوبولوجية لدراسة المعادلات التفاضلية. |
| 1979   | أندريه ويل                | فرنسا                                    | لإدخاله الملهم للطرق الجبرية الهندسية لنظرية الأعداد. |
| 1980   | هنري كارتن                | فرنسا                                    | للعمل الريادي في طوبولوجيا الجبر والمتغيرات المعقدة والجبر المتماثل والقيادة الملهمة لجيل من علماء الرياضيات.                                                                              |
| 1980   | أندريه كولموغوروف         | الاتحاد السوفيتي                         | لاكتشافات عميقة ومبتكرة في تحليل فورييه، نظرية الاحتمالات، نظرية إرجوديك والأنظمة الديناميكية.                                                                                             |
| 1981   | لارس أهلفورس              | فنلندا                                   | لاكتشافاته وخلقه طرق جديدة قوية في نظرية الوظيفة الهندسية. |
| 1981   | أوسكار زاريسكي            | الولايات المتحدة                         | خالق النهج الحديث للهندسة الجبرية، من خلال اندماجها مع الجبر التبادلي. |
| 1982   | هاسلر وايتني              | الولايات المتحدة                         | لعمله الأساسي في الطوبولوجيا الجبرية، الهندسة التفاضلية والطوبولوجيا التفاضلية. |
| 1982   | مارك كيرين                | الاتحاد السوفيتي                         | لإسهاماته الأساسية في التحليل الدالي وتطبيقاتها. |
| 1983/4 | شينغ شين تشيرن            | الولايات المتحدة · جمهورية الصين         | للمساهمات البارزة في الهندسة التفاضلية العالمية، والتي أثرت بعمق على جميع الرياضيات. |
| 1983/4 | بول إيردوس                | المجر                                    | لإسهاماته العديدة في نظرية الأعداد، المجموعات التوافقية، الاحتمالية، نظرية المجموعات والتحليل الرياضي.                                                                                     |
| 1984/5 | كونيهيكو كوديرا           | اليابان                                  | لإسهاماته البارزة في دراسة الفتحات المعقدة والأصناف الجبرية. |
| 1984/5 | هانز ليوي                 | ألمانيا الغربية · الولايات المتحدة       | لبدء العديد من التطورات في المعادلات التفاضلية الجزئية. |
| 1986   | صموئيل إيلينبرغ           | الولايات المتحدة                         | لعمله الأساسي في الطوبولوجيا الجبرية والجبر التماثلية. |
| 1986   | أتل سيلبرغ                | النرويج                                  | لعمله العميق والأصلي في نظرية الأعداد والمجموعات المنفصلة والأشكال الآلية. |
| 1987   | كيوشي إيتو                | اليابان                                  | لإسهاماته الأساسية في نظرية الاحتمالات البحتة والتطبيقية، وخاصة إنشاء حساب التفاضل والتكامل التفاضلي والتكاملي.                                                                            |
| 1987   | بيتر لاكس                 | المجر · الولايات المتحدة                 | لإسهاماته البارزة في العديد من مجالات التحليل والرياضيات التطبيقية. |
| 1988   | فريدريش هيرتسبروخ         | ألمانيا الغربية                          | للعمل المتميز الذي يجمع بين الطوبولوجيا، الهندسة الجبرية والهندسة التفاضلية، ونظرية الأعداد الجبرية؛ ولحفزه للتعاون الرياضي والبحوث.                                                       |
| 1988   | لارس هورماندر             | السويد                                   | للعمل الأساسي في التحليل الحديث، على وجه الخصوص، تطبيق العوامل التفاضلية الزائفة ومشغلات فورييه المتكاملة على المعادلات التفاضلية الجزئية الخطية.                                          |
| 1989   | ألبرتو كالديرون           | الأرجنتين                                | لعمله الرائد على مشغلي تكامل المفرد وتطبيقهم على المسائل الهامة في المعادلات التفاضلية الجزئية.                                                                                            |
| 1989   | جون ملنور                 | الولايات المتحدة                         | لاكتشافات مبتكرة ومبتكرة للغاية في الهندسة، والتي فتحت آفاقًا جديدة مهمة في الطوبولوجيا من وجهة النظر الجبرية والمتكاملة والقابلة للتمييز.                                                  |
| 1990   | إنيو دي جيورجي            | إيطاليا                                  | لأفكاره المبتكرة والإنجازات الأساسية في المعادلات التفاضلية الجزئية وحساب التفاضل والتكامل من المتغيرات.                                                                                   |
| 1990   | إيليا بياتيتسكي شابيرو    | إسرائيل · الولايات المتحدة               | لمساهماته الأساسية في مجالات المجالات المعقدة المتجانسة، والمجموعات المنفصلة، ونظرية التمثيل والأشكال الآلية.                                                                              |
| 1991   | لم تمنح                   | لم تمنح                                  | |
| 1992   | لينارت كارلسن             | السويد                                   | لإسهاماته الأساسية في تحليل فورييه والتحليل المعقد والتعيينات شبه المطابقة والأنظمة الديناميكية.                                                                                           |
| 1992   | جون تومسون                | الولايات المتحدة                         | لإسهاماته العميقة في جميع جوانب نظرية المجموعة المحددة وعلاقاتها مع فروع الرياضيات الأخرى.                                                                                                 |
| 1993   | ميخائيل ليونيدوفيش غروموف | روسيا · فرنسا                            | لمساهماته الثورية في الهندسة الريمانية والهندسة الدائرية، الطوبولوجيا الجبرية، نظرية المجموعة الهندسية ونظرية المعادلات التفاضلية الجزئية.                                                 |
| 1993   | جاك تيتس                  | بلجيكا · فرنسا                           | لإسهاماته الرائدة والأساسية في نظرية هيكل الجبرية وغيرها من فئات المجموعات وعلى وجه الخصوص لنظرية المباني.                                                                                 |
| 1994/5 | يورغن موزر                | ألمانيا                                  | لعمله الأساسي على الاستقرار في ميكانيكا هاميلتون ومساهماته العميقة والمؤثرة في المعادلات التفاضلية غير الخطية.                                                                             |
| 1995/6 | روبرت لانجلاندس           | كندا                                     | لعمله الهام في المسار والبصيرة الاستثنائية في مجالات نظرية الأعداد والأشكال الآلية وتمثيل المجموعة.                                                                                        |
| 1995/6 | أندرو وايلز               | المملكة المتحدة                          | لمساهمات مذهلة في نظرية الأعداد والمجالات ذات الصلة، والتطورات الرئيسية في التخمينات الأساسية، ولإثباته نظرية فيرما الأخيرة.                                                               |
| 1996/7 | جوزيف كيلر                | الولايات المتحدة                         | لمساهماته العميقة والمبتكرة، وخاصة في انتشار الموجات الكهرومغناطيسية والبصرية والصوتية والميكانيكا السائلة والصلبة والكمية والإحصائية.                                                     |
| 1996/7 | ياكوف سيناي               | روسيا · الولايات المتحدة                 | لمساهماته الأساسية في أساليب صارمة رياضيا في الميكانيكا الإحصائية ونظرية إرجوديك من النظم الديناميكية وتطبيقاتها في الفيزياء.                                                              |
| 1998   | لم تمنح                   | لم تمنح                                  | |
| 1999   | لازلو لوفاز               | المجر · الولايات المتحدة                 | لإسهاماته البارزة في علم التوافق، علم الحاسوب النظري والتحسين التوافقي. |
| 1999   | الياس شتاين               | الولايات المتحدة                         | لإسهاماته في التحليل الكلاسيكي والإقليدي فورييه وتأثيره الاستثنائي على جيل جديد من المحللين من خلال تعاليمه وبليغته.                                                                       |
| 2000   | راؤول بوت                 | المجر · الولايات المتحدة                 | لاكتشافاته العميقة في الطوبولوجيا والهندسة التفاضلية وتطبيقاتها على زمرة لاي، العوامل التفاضلية والفيزياء الرياضية.                                                                        |
| 2000   | جان-بيير سير              | فرنسا                                    | لإسهاماته الأساسية العديدة في الطوبولوجيا، والهندسة الجبرية، والجبر، ونظرية الأعداد وللمحاضرات والكتابات الملهمة.                                                                          |
| 2001   | فلاديمير أرنولد           | روسيا                                    | لعمله العميق والمؤثر في العديد من مجالات الرياضيات، بما في ذلك النظم الديناميكية، والمعادلات التفاضلية، ونظرية التفرد.                                                                     |
| 2001   | شارون شيلح                | إسرائيل                                  | لإسهاماته الأساسية العديدة في المنطق الرياضي ونظرية المجموعات، وتطبيقاتها في أجزاء أخرى من الرياضيات.                                                                                      |
| 2002/3 | ميكو ساتو                 | اليابان                                  | لإنشاء تحليله الجبري، بما في ذلك نظرية الوظيفة الفائقة ونظرية الوظيفة الدقيقة، ونظرية مجال الكم الكلي، ونظرية موحدة لمعادلات سوليتون.                                                      |
| 2002/3 | جون تايت                  | الولايات المتحدة                         | لخلق المفاهيم الأساسية في نظرية الأعداد الجبرية. |
| 2004   | لم تمنح                   | لم تمنح                                  | |
| 2005   | غريغوري مارغوليس          | روسيا                                    | لإسهاماته الضخمة في علم الجبر، خاصة في نظرية المشابك في زمرة لاي شبه البسيطة، والتطبيقات المذهلة لهذا على نظرية إرجوديك، نظرية التمثيل، نظرية الأعداد، المجموعات التوافقية، ونظرية القياس. |
| 2005   | سيرغي نوفيكوف             | روسيا                                    | لإسهاماته الأساسية والرائدة في الطوبولوجيا الجبرية والتفاضلية، وفي الفيزياء الرياضية، ولا سيما إدخال الطرق الجبرية الهندسية.                                                               |
| 2006/7 | ستيفن سمال                | الولايات المتحدة                         | لإسهاماته الرائدة التي لعبت دوراً أساسياً في تشكيل الطوبولوجيا التفاضلية، والنظم الديناميكية، والاقتصاد الرياضي، وغيرها من الحقول في الرياضيات.                                              |
| 2006/7 | هيليل فورشتنبرغ           | الولايات المتحدة · إسرائيل               | لإسهاماته العميقة في نظرية إرجوديك، الاحتمال، ديناميات الطوبولوجيا، تحليل المساحات المتماثلة والتدفقات المتجانسة.                                                                          |
| 2008   | بيار ديلين                | بلجيكا                                   | لعمله على نظرية هودج المختلطة؛ تخمين ويل. مراسلات ريمان-هيلبرت؛ ولإسهاماته في الحساب. |
| 2008   | فيليب جريفيث              | الولايات المتحدة                         | لعمله على اختلافات هياكل هودج؛ نظرية فترات تكامل أبيليان؛ ولإسهاماته في الهندسة التفاضلية المعقدة.                                                                                         |
| 2008   | ديفيد مومفورد             | الولايات المتحدة                         | لعمله على السطوح الجبرية. على نظرية الثوابت الهندسية؛ ولوضع أسس النظرية الجبرية الحديثة لوحدات المنحنيات ووظائف ثيتا.                                                                      |
| 2009   | لم تمنح                   | لم تمنح                                  | |
| 2010   | شينغ تونغ ياو             | الولايات المتحدة · جمهورية الصين الشعبية | لعمله في التحليل الهندسي الذي كان له تأثير عميق ودرامي على العديد من مجالات الهندسة والفيزياء.                                                                                             |
| 2010   | دنيس سوليفان              | الولايات المتحدة                         | لمساهماته المبتكرة في الطوبولوجيا الجبرية وديناميكيات التوافقية. |
| 2011   | لم تمنح                   | لم تمنح                                  | |
| 2012   | مايكل أشباخر              | الولايات المتحدة                         | لعمله على نظرية المجموعات المحدودة. |
| 2012   | لويس كافاريلي             | الأرجنتين · الولايات المتحدة             | لعمله على المعادلات التفاضلية الجزئية. |
| 2013   | جورج موستو                | الولايات المتحدة                         | لمساهمته الأساسية والرائدة في الهندسة ونظرية مجموعة لي. |
| 2013   | مايكل أرتين               | الولايات المتحدة                         | لمساهماته الأساسية في الهندسة الجبرية. والتي اعتبرت إنجازاته الرياضية مدهشة لعمقها ونطاقها.                                                                                                |
| 2014   | بيتر سارناك               | جنوب إفريقيا · الولايات المتحدة          | لإسهاماته العميقة في التحليل، نظرية الأعداد، الهندسة، وعلم التوافقيات. |
| 2015   | جيمس آرثر                 | كندا                                     | لعمله الضخم على صيغة التتبع وإسهاماته الأساسية في نظرية التمثيل الآلي للمجموعات المختزلة.                                                                                                  |
| 2016   | لم تمنح                   | لم تمنح                                  | |
| 2017   | ريتشارد شوين              | الولايات المتحدة                         | لمساهماته في التحليل الهندسي وفهم الترابط بين المعادلات التفاضلية الجزئية والهندسة التفاضلية.                                                                                              |
| 2017   | تشارلز فيفرمان            | الولايات المتحدة                         | لإسهاماته في عدد من المجالات الرياضية بما في ذلك التحليل متعدد المتغيرات المعقدة، والمعادلات التفاضلية الجزئية والمسائل شبه الإهليلجية.                                                    |
| 2018   | ألكسندر بيلينسون          | روسيا · الولايات المتحدة                 | لعملهم الذي أحرز تقدما كبيرا في نطاق الهندسة والفيزياء الرياضية. |
| 2018   | فلاديمير درينفيلد         | أوكرانيا · الولايات المتحدة              | لعملهم الذي أحرز تقدما كبيرا في نطاق الهندسة والفيزياء الرياضية. |
| 2019   | جان فرانسوا لو جال        | فرنسا                                    | لإسهاماته العميقة والأنيقة المتعددة في نظرية العمليات العشوائية. |
| 2019   | جريج لولر                 | الولايات المتحدة                         | لأبحاثه الشاملة والرائدة في الحلقات المحوّة والمشي العشوائي. |
| 2020   | سيمون دونالدسون           | المملكة المتحدة                          | لمساهماتهم في الهندسة التفاضلية والطوبولوجيا. |
| 2020   | ياكوف إلياشبرغ            | الولايات المتحدة                         | لمساهماتهم في الهندسة التفاضلية والطوبولوجيا. |
| 2021   | لم تمنح                   | لم تمنح                                  | |
| 2022   | جورج لوستيغ               | الولايات المتحدة                         | للمساهمات الرائدة في نظرية التمثيل والمجالات ذات الصلة. |
| 2023   | إنغريد دوبوشيه            | بلجيكا · الولايات المتحدة                | للعمل في نظرية المويجات والتحليل التوافقي التطبيقي. |